# Родео

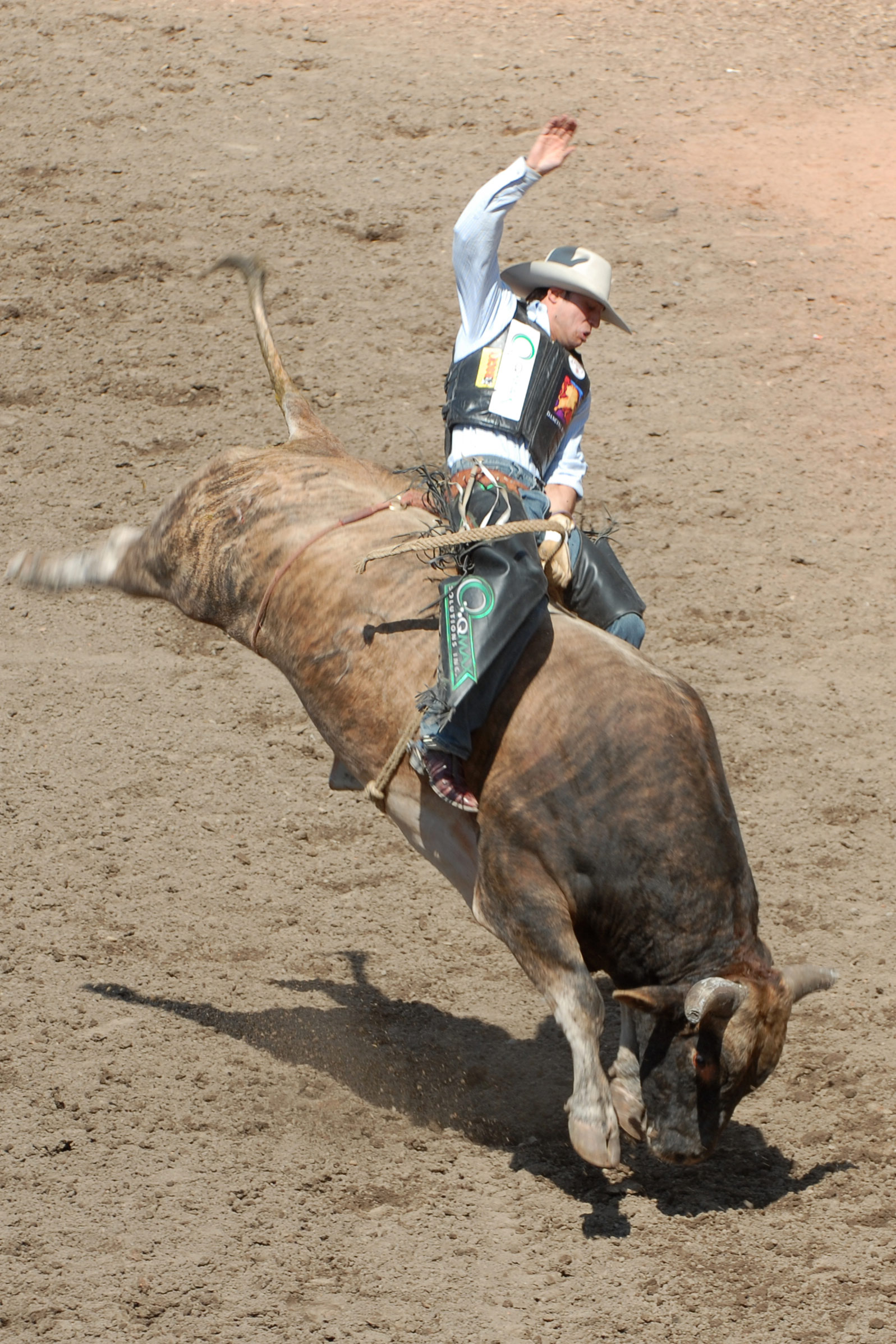
Родео на быке

Роде́о (исп. rodeo) — традиционный вид спорта в Северной Америке, исторически сложившийся в среде мексиканских и американских ковбоев. Считается, что родео как открытое спортивное состязание впервые состоялось в техасском городе Пекос (округ Пекос) в 1883 году.

## Описание
Родео включает в себя несколько видов состязаний, проводящихся либо по отдельности, либо в составе крупного соревнования: скачки на диком быке, на неосёдланной и осёдланной лошади, ловля быка на лассо, заваливание быка, скачки вокруг бочек и др. Ранее в программу родео входили соревнования по вестерн-джигитовке — в них выступали женщины.
Наиболее известны соревнования, которые часто и называют «родео» — скачки на «диком быке» или лошади. Ковбой должен не только продержаться верхом в течение 8 секунд, но и показать потенциал животного, пришпоривая его. Если бык или лошадь не будут достаточно «резвы» — судьи могут назначить повторный старт на другом животном.
Для того, чтобы лошадь встала на дыбы, на неё надевают специальный ремень. Когда лошадь, взбрыкиваясь, встаёт на задние ноги, ремень ослабляется. Наездник садится на лошадь, и ворота, ведущие на арену, открываются. В это же время человек, стоящий позади лошади, туго затягивает на ней ремень, который больно впивается в тело лошади. Боль от зажима особенно чувствительного нерва на крупе лошади невыносимо мучительна: она взбрыкивает и встает на дыбы, пытаясь избавиться от ремня, причиняющего страдания.
В родео с быками принимают участие и так называемые «клоуны» — булфайтеры, которые отвлекают быка после падения ковбоя.
На родео разнообразна и программа «дополнительных» выступлений, например, проводится дойка дикой коровы или детское родео — где вместо бычка маленькие ковбои «скачут» на овечках.

## Современные родео

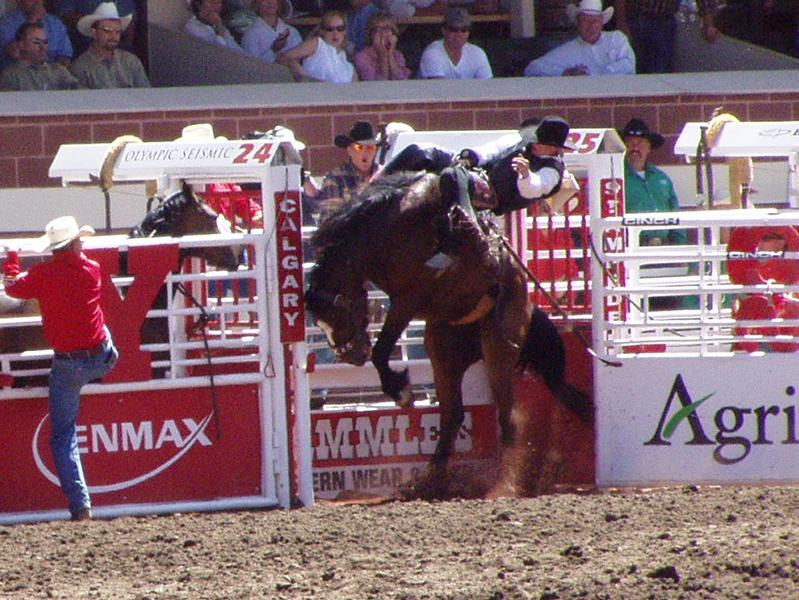
Родео на лошади

Американская «Ассоциация профессионалов родео» насчитывает около 5000 членов и устраивает ежегодно около 650 отборочных состязаний. 15 финалистов встречаются в финале в декабре в Лас-Вегасе. Старейшее и самое масштабное из современных родео в США с 1897 года проводится в последнюю неделю июля в Шайенне (штат Вайоминг). Крупнейшее родео в закрытом помещении ежегодно проводится во время национальной животноводческой выставки в Денвере в январе. Среди других состязаний можно выделить родео в Хьюстоне на животноводческой выставке, в Чикаго и Нью-Йорке. Призовые фонды Ассоциации формируются в основном за счёт спонсорских взносов. Заработок наиболее известных ковбоев достигает 100 тысяч долларов в год (у наездников на быках большая часть выигрыша уходит на лечение). На исход поединков заключаются пари, работает тотализатор.
Ассоциации родео ведут Зал Славы, куда ежегодно добавляют не только выдающихся спортсменов, но и животных — быков и лошадей (например, чемпион мира и «Лошадь года» в Канаде AirWolf в 2006 году был записан в Зал Славы Канадской лиги профессионалов родео, а недавно успешно клонирован).
В Бразилии с 2002 года существует специальный Закон о родео, который предусматривает, что на родео должен присутствовать ветеринар, а также запрещает применение электрошокера.